# Sergio Casal
Sergio Casal Martínez (Barcelona, 1 de setembro de 1962) é uma ex-tenista profissional espanhol. 
Em sua carreira, venceu três títulos de Grand Slam de tênis e a medalha de prata em duplas na Olimpíada de Seul 1988.
Profissional em 1981, obteve 47 títulos de duplas em toda a carreira, chegando a nº 3 do ranking mundial. Em simples, seu melhor ranking foi de nº 31. Com seu parceiro e compatriota Emilio Sánchez, venceu os títulos de duplas no US Open de 1988 e de Roland-Garros em 1990. Seu terceiro Grand Slam foi em dupla-mista com Raffaella Reggi em 1986. Encerrou a carreira em 1995.